# Juvenile Gangster
Juvenile Gangster är Chickenpox' andra EP, utgiven 1995 som 7"-vinyl på brittiska Rugger Bugger Discs.

## Låtlista

### A-sida
1. "Juvenile Gangster"

### B-sida
1. "Taxi"
2. "People I Know"

## Personal
- Mattias Ahlén - bakgrundssång
- Martin Johansson - saxofon
- Morgan Libert - bas
- Staffan Palmberg - trombon
- Peter Swedenhammar - trummor, bakgrundssång
- Per Törnquist - orgel, gitarr
- Max B Uvebrandt - gitarr, sång
- Jörgen Wärnström - inspelning, mixning

### Fotnoter
1. ↑  ”Juvenile Gangster”. Discogs.com. http://www.discogs.com/Chickenpox-Juvenile-Gangster/release/1510184. Läst 14 april 2012.